# ヨハネス・ハインリヒ・シュルツ
ヨハネス・ハインリッヒ・シュルツ（Johannes Heinrich Schultz、1884年6月20日 - 1970年9月19日）は、 ドイツの精神科医であり心理療法士。 シュルツは、自律訓練法と呼ばれる自己催眠のシステムを開発した事で世界的に有名になった。 

## 経歴
シュルツはローザンヌ及びゲッティンゲン、ブレスラウで医学を学ぶ。1907年にゲッティンゲンで博士号を取得する。 1908年に医師免許を取得した後、1911年までゲッティンゲンの大学病院の総合診療科で診療した。    
その後、フランクフルトのパウル・エールリヒ研究所やケムニッツの精神病院、イェーナの精神大学クリニックでオットー・ビンスヴァンガーの下で働いた。 
第一次世界大戦中、ベルギーの療養所の館長を務めた。 1919年にシュルツはイェーナで精神医学と神経病理学の教授になった。 1920年、彼はドレスデンにあるハインリッヒ・ラーマン博士の療養所「ヴァイサーヒルシュ」の主任医師と科学的リーダーになった。 1924年、彼はベルリンで精神科医としての地位を確立した 。   

## 著書

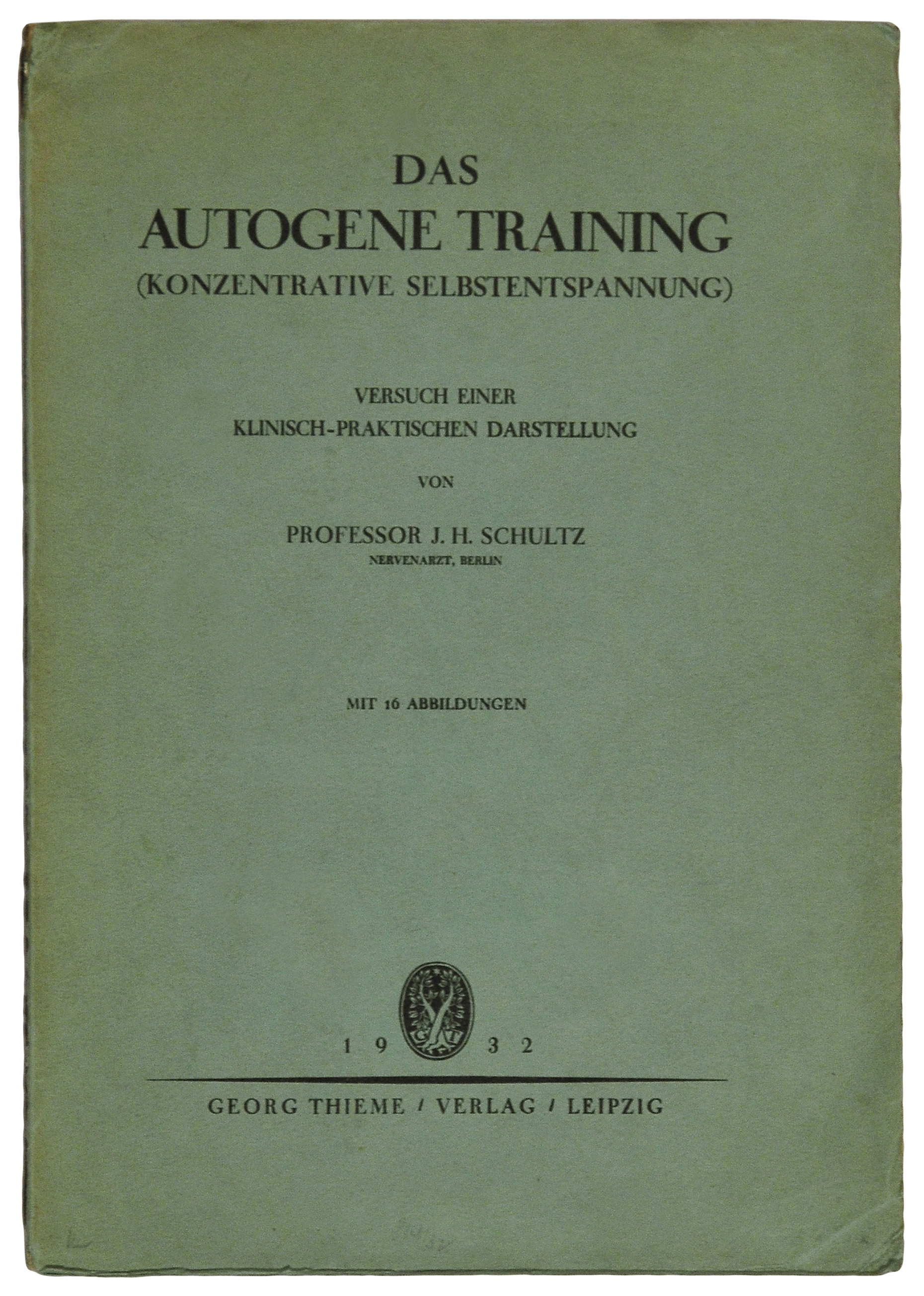
「自律訓練法 (Das Autogene Training）」の初版（1932）